# Antonio Manicone
Antonio Manicone (Milano, 27 ottobre 1966) è un allenatore di calcio ed ex calciatore italiano, di ruolo centrocampista.

## Biografia
Suo figlio Carlo Manicone (nato nel 1998) è anch'egli un calciatore.
È anche zio del calciatore Lorenzo Malagrida.

## Carriera

### Giocatore

Manicone (accosciato, primo da sinistra) al Foggia nel 1989-1990

Cresciuto nelle giovanili dell'Inter, si mette in mostra nel Licata, dove disputa da titolare il campionato di Serie C1. Gioca poi due anni col Palermo. Qui ottiene una promozione dalla Serie C2 alla Serie C1 e nella stagione 1987-1988 raggiunge la finale di Coppa Italia Serie C, persa nel doppio confronto col Monza, giocando entrambe le sfide.
Passato al Foggia di Zdeněk Zeman, sotto la guida del boemo disputa con i rossoneri pugliesi due campionati di Serie B, il secondo concluso con la promozione in Serie A. Nel 1991-1992 passa all'Udinese, con la quale ottiene un'altra promozione nella massima serie (34 presenze e 2 gol all'attivo) giocando un ottimo campionato, e con la quale la stagione successiva esordisce in A (il 6 settembre 1992 in Udinese-Inter 2-1) nel corso del campionato 1992-1993. Il 4 ottobre 1992 firma il suo primo gol in Serie A nella partita Udinese-Pescara (5-2).
Nell'autunno del 1992 lo ingaggia l'Inter, che lo fa debuttare in campionato il 3 gennaio 1993 nella partita Inter-Genoa (4-0), e totalizza 20 presenze in campionato, con un gol. Il 22 settembre del 1993 esordisce in Nazionale a Tallinn contro l'Estonia, convocato da Arrigo Sacchi per la gara di qualificazione ai Mondiali statunitensi del 1994. Nel 1993-1994 vince la Coppa UEFA con l'Inter; non viene inserito dal CT azzurro nella lista dei convocati per il campionato del mondo.
Inizia la stagione 1994-1995 nell'Inter e a novembre del 1994 lascia i nerazzurri dopo aver totalizzato 59 presenze e un gol in gare di campionato, 11 presenze e 1 gol nelle coppe europee e 9 presenze in Coppa Italia; lo ingaggia il Genoa, con il quale retrocede in Serie B dopo uno spareggio con il Padova; nella stagione 1995-1996 è all'Inter sotto la guida di Hodgson.
Nel 1997 va al Perugia e termina la stagione con la retrocessione in Serie B; l'anno successivo sempre con il Perugia è promosso in Serie A. A gennaio del 1999 si trasferisce al Cosenza in Serie B, contribuendo alla salvezza della compagine calabrese.
Successivamente prosegue la propria carriera nei campionati di Serie C1 e Serie C2 indossando le maglie di Lecco e Pro Patria, dove ottiene una promozione dalla Serie C2 alla Serie C1.

### Allenatore
Terminata la carriera da calciatore, Manicone intraprende quella da allenatore entrando come prima esperienza nello staff delle giovanili dell'Inter: 2004-05 vice allenatore della Primavera, 2005-2006 tecnico degli Allievi nazionali, dal 2006 al 2008 tecnico degli Allievi regionali, un triennio tornando nel ruolo di vice allenatore della Primavera, con Esposito prima e poi con Fulvio Pea. Nel 2011 è vice allenatore della Berretti guidata da Sergio Zanetti, che a fine anno vince il campionato nazionale di categoria.
Nel giugno del 2012 diventa l'allenatore in seconda del tecnico Vladimir Petković sulla panchina della Lazio, con cui vince, nel giugno 2013, la finale di Coppa Italia contro la Roma. A gennaio 2014 viene esonerato, insieme a Vladimir Petković, dal club romano. Dal 1º luglio 2014 è vice-allenatore della Nazionale svizzera. Nell'estate del 2021 segue il tecnico slavo a Bordeaux.

## Dopo il ritiro
Ha collaborato come opinionista sportivo in trasmissioni della TV Svizzera.

## Statistiche

### Cronologia presenze e reti in nazionale
| Cronologia completa delle presenze e delle reti in nazionale ― Italia | Cronologia completa delle presenze e delle reti in nazionale ― Italia | Cronologia completa delle presenze e delle reti in nazionale ― Italia | Cronologia completa delle presenze e delle reti in nazionale ― Italia | Cronologia completa delle presenze e delle reti in nazionale ― Italia | Cronologia completa delle presenze e delle reti in nazionale ― Italia | Cronologia completa delle presenze e delle reti in nazionale ― Italia | Cronologia completa delle presenze e delle reti in nazionale ― Italia |
| Data                                                                  | Città                                                                 | In casa                                                               | Risultato                                                             | Ospiti                                                                | Competizione                                                          | Reti                                                                  | Note                                                                  |
| --------------------------------------------------------------------- | --------------------------------------------------------------------- | --------------------------------------------------------------------- | --------------------------------------------------------------------- | --------------------------------------------------------------------- | --------------------------------------------------------------------- | --------------------------------------------------------------------- | --------------------------------------------------------------------- |
| 22-9-1993                                                             | Tallinn                                                               | Estonia                                                               | 0 – 3                                                                 | Italia                                                                | Qual. Mondiali 1994                                                   | -                                                                     |                                                                       |
| Totale                                                                |                                                                       | Presenze                                                              | 1                                                                     |                                                                       | Reti                                                                  | 0                                                                     |                                                                       |

## Palmarès

### Giocatore

#### Competizioni giovanili
- Torneo di Viareggio: 1

Inter: 1986

#### Competizioni nazionali
- Campionato italiano Serie C2: 1

Palermo: 1987-1988 (girone D)
- Campionato italiano di Serie B: 3

Foggia: 1990-1991

#### Competizioni internazionali
- Coppa UEFA: 1

Inter: 1993-1994